# Syzygium triste
Syzygium triste är en myrtenväxtart som först beskrevs av Wilhelm Sulpiz Kurz, och fick sitt nu gällande namn av Nambiyath Puthansurayil Balakrishnan. Syzygium triste ingår i släktet Syzygium och familjen myrtenväxter.
Artens utbredningsområde är Burma. Inga underarter finns listade i Catalogue of Life.